# Vadonia ciliciensis
Vadonia ciliciensis är en skalbaggsart som först beskrevs av K. Daniel och J. Daniel 1891.  Vadonia ciliciensis ingår i släktet Vadonia och familjen långhorningar. Inga underarter finns listade i Catalogue of Life.